# 악구동물

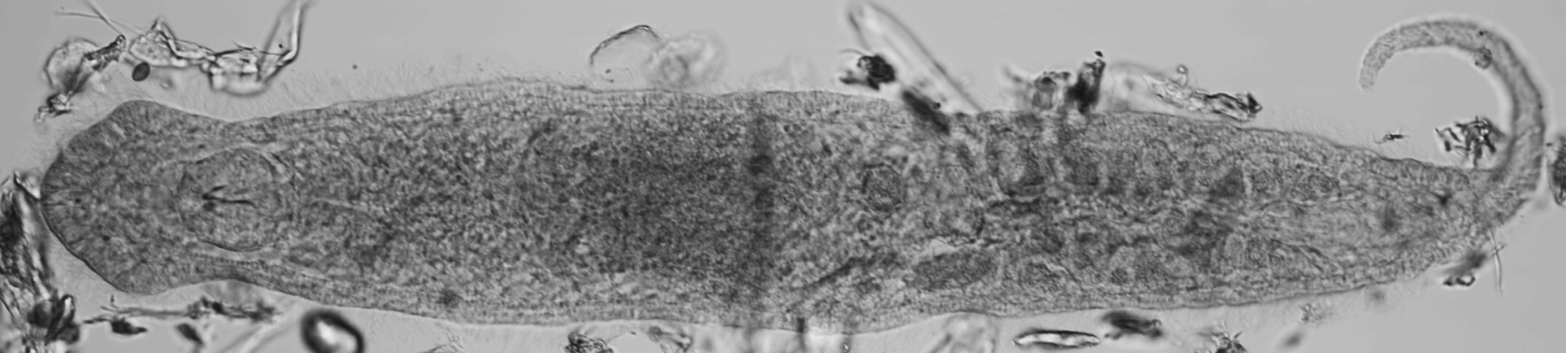

악구동물(顎口動物, Gnathostomulid, jaw worm)은 악구동물문(Gnathostomulida)에 속하는 무척추 동물이다. 아주 작은 해양성 동물 문(門)으로 몸은 좌우대칭이다. 대부분 0.5에서 1 mm 정도이다. 편충동물처럼 이들은 섬모성 표피를 지니고 있으나, 독특하게도 세포당 하나의 섬모만을 지니고 있다. 이들은 체강이 없으며, 순환계 또는 호흡기관이 없다. 각각의 악구동물은 자웅동체이며, 하나의 난소(ovary)와 저장낭(testis)을 지니고 있다. 입 속에 단단한 턱(악구)을 지니고 있고, 산소가 필요없는 해저 바닥에서 모래에 붙어있는 작은 생물들을 긁어 먹는 분류학상의 특징을 가지고 있다. 복잡한 형태의 각피성 입 부분을 가진 좌우대칭적인 인두는 이들이 윤형동물과 밀접한 관련이 있음을 보여주고 있으며, 다른 동물문과 함께 유악동물군을 형성한다. 약 100여 종이 발견되고 있으며, 아직 상당수 종이 미기록되어 있을 것으로 추측된다. 알려진 종들은 2개의 목으로 분류되고 있다. 필리스페르모이데아목(Filospermoidea) 동물은 매우 길고, 주둥이 모양의 돌기가 길게 늘어나는 특징이 있다. 부르소바기노이데아목(Bursovaginoidea) 동물은 한쌍의 감각 기관이 있고, 하나의 수 생식기를 지닌 특징을 보여주며, bursa라고 불리는 정충(sperm)을 저장하는 기관을 가지고 있다.
악구동물 중에서 화석은 발견되고 있지 않다.